# Paris quadrifolia
Paris quadrifolia és una espècie de planta dins la família Melanthiaceae, malgrat que abans alguns la consideraven dins la família Liliaceae. Està relacionada amb el gènere Trillium, amb el qual es pot confondre. Es distribueix a zones temperades i fredes d'Europa i Àsia.

## Característiques
Paris quadrifolia té flors solitàries amb quatre pètals verdosos. Produeix un sol fruit semblant a un nabiu però és verinós i té un gust repulsiu. Prefereix els sòls calcaris i habita en llocs pantanosos i ombrívols, especialment en boscos antics i a la vora de corrents d'aigua.
A Espanya figura en la llista de plantes de venda regulada.

## Galeria

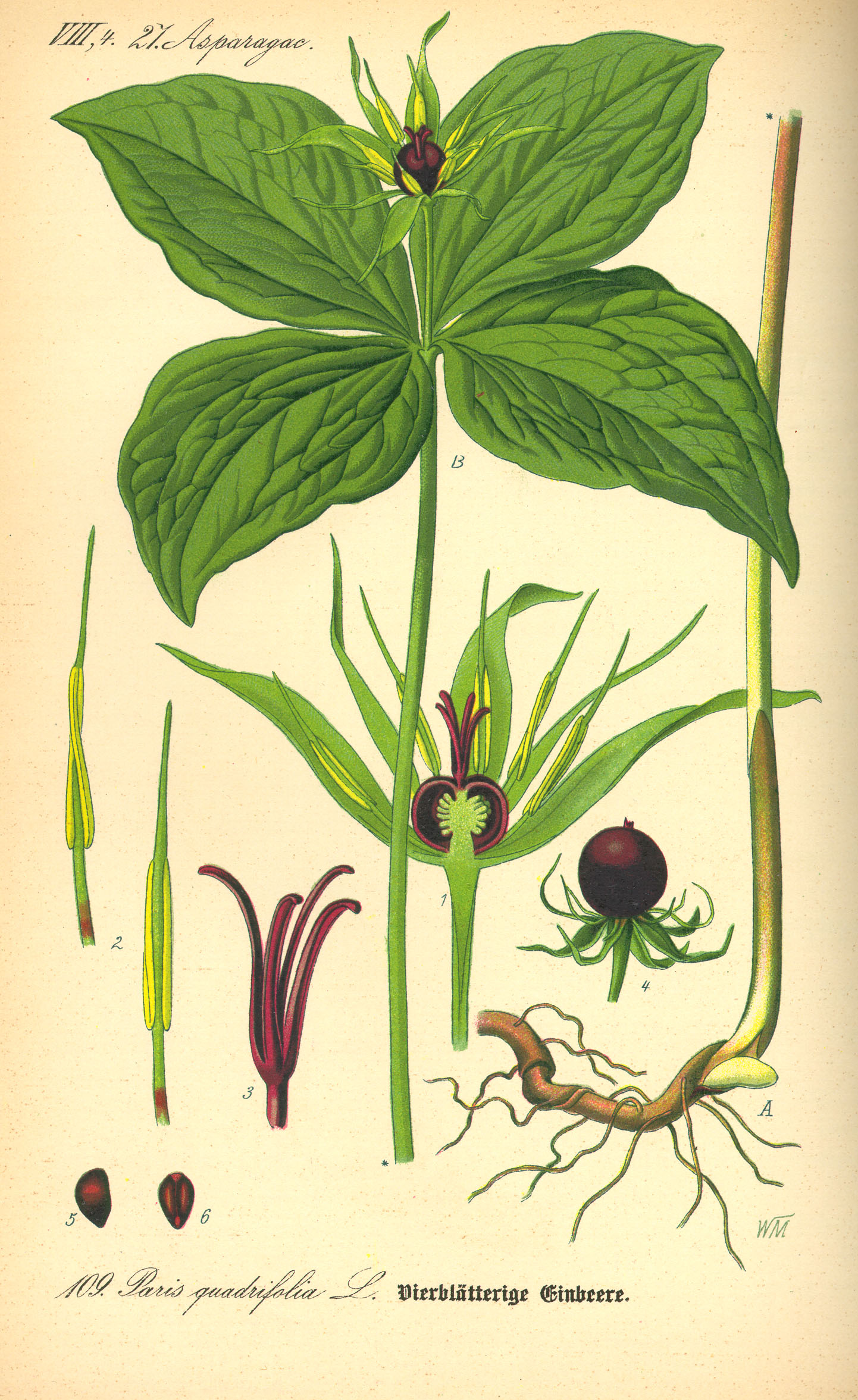
·lustració d'un llibre alemany

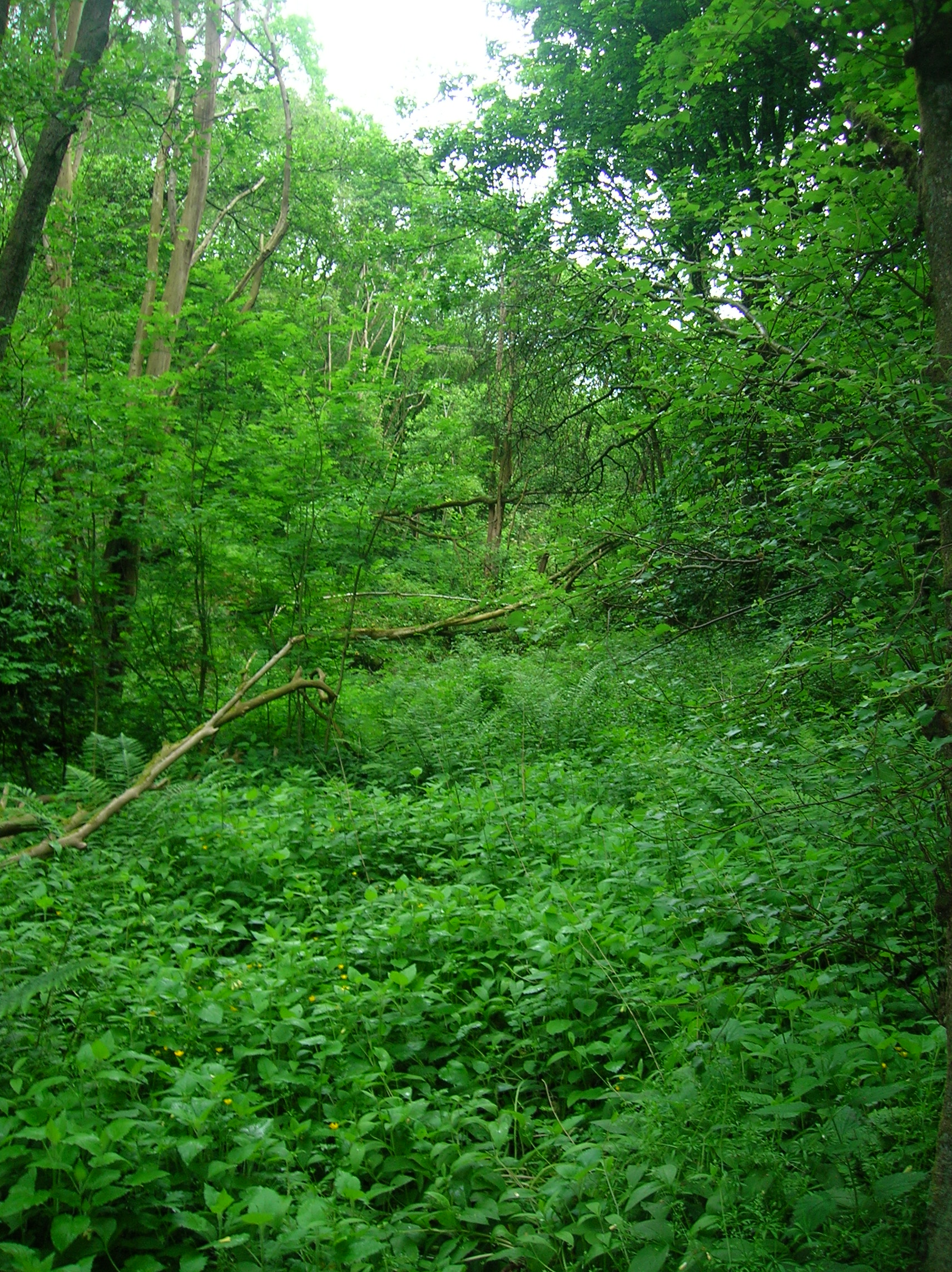
A Ayrshire, Escòcia.
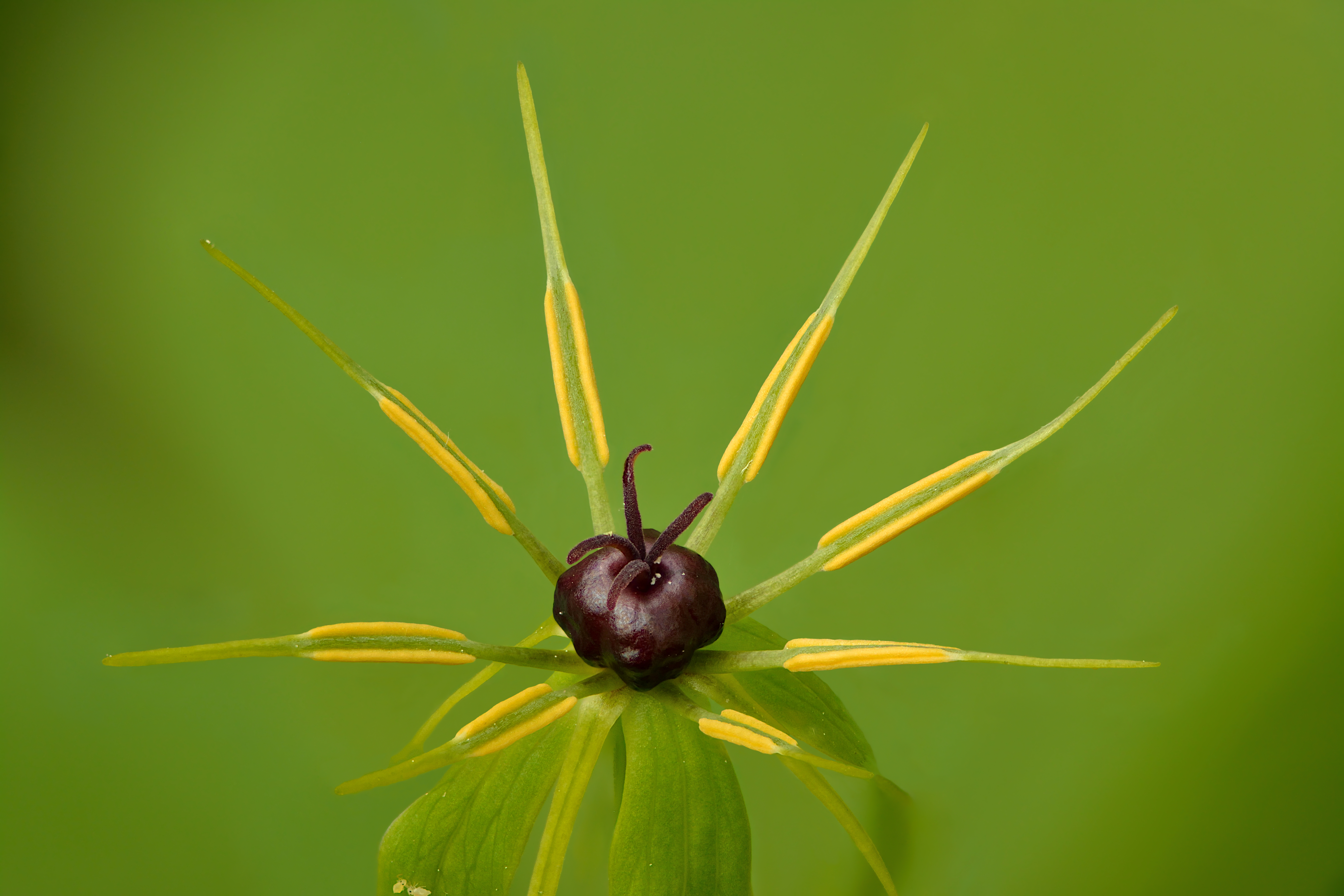
Flor.
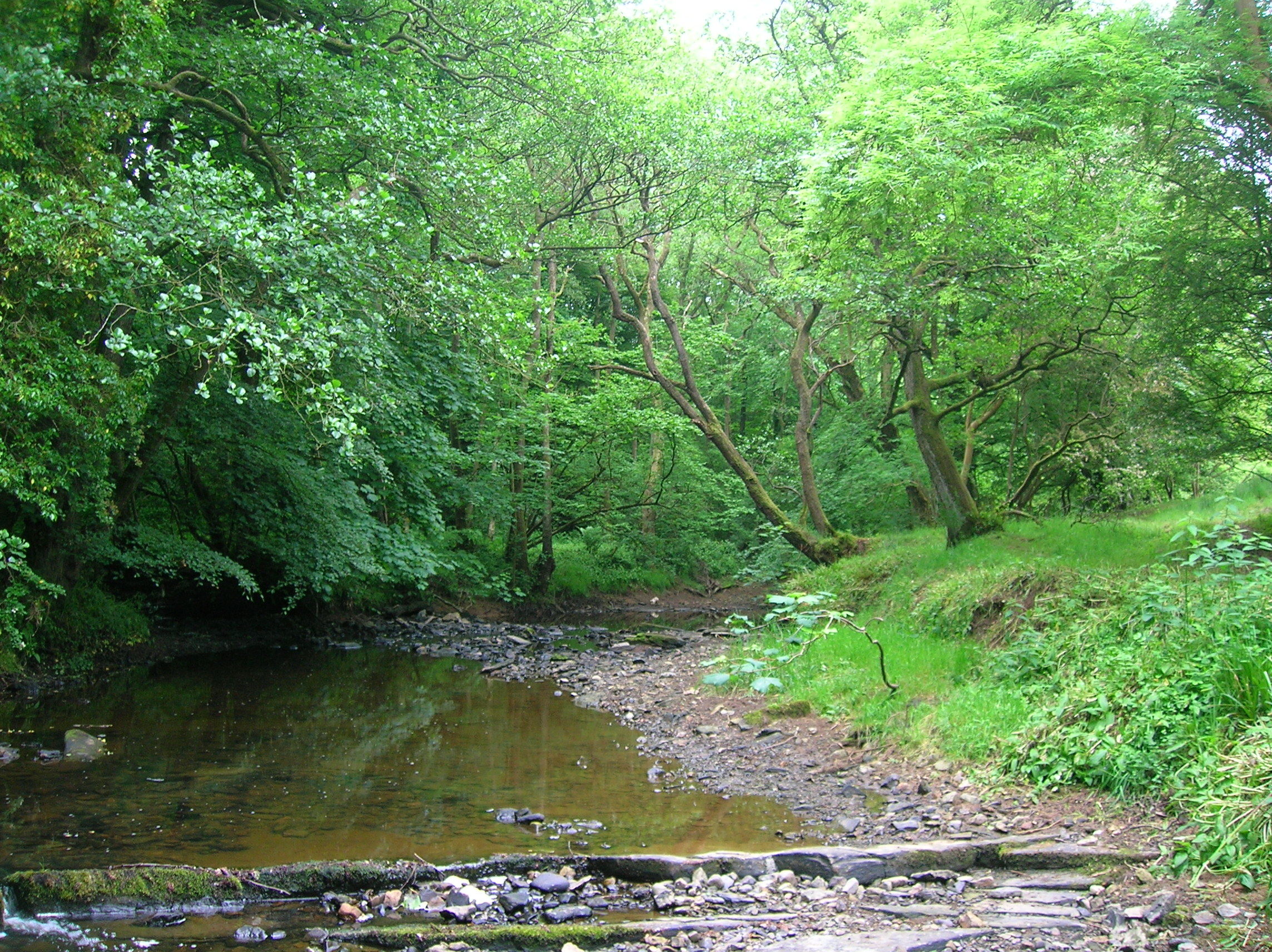
En arbredes.
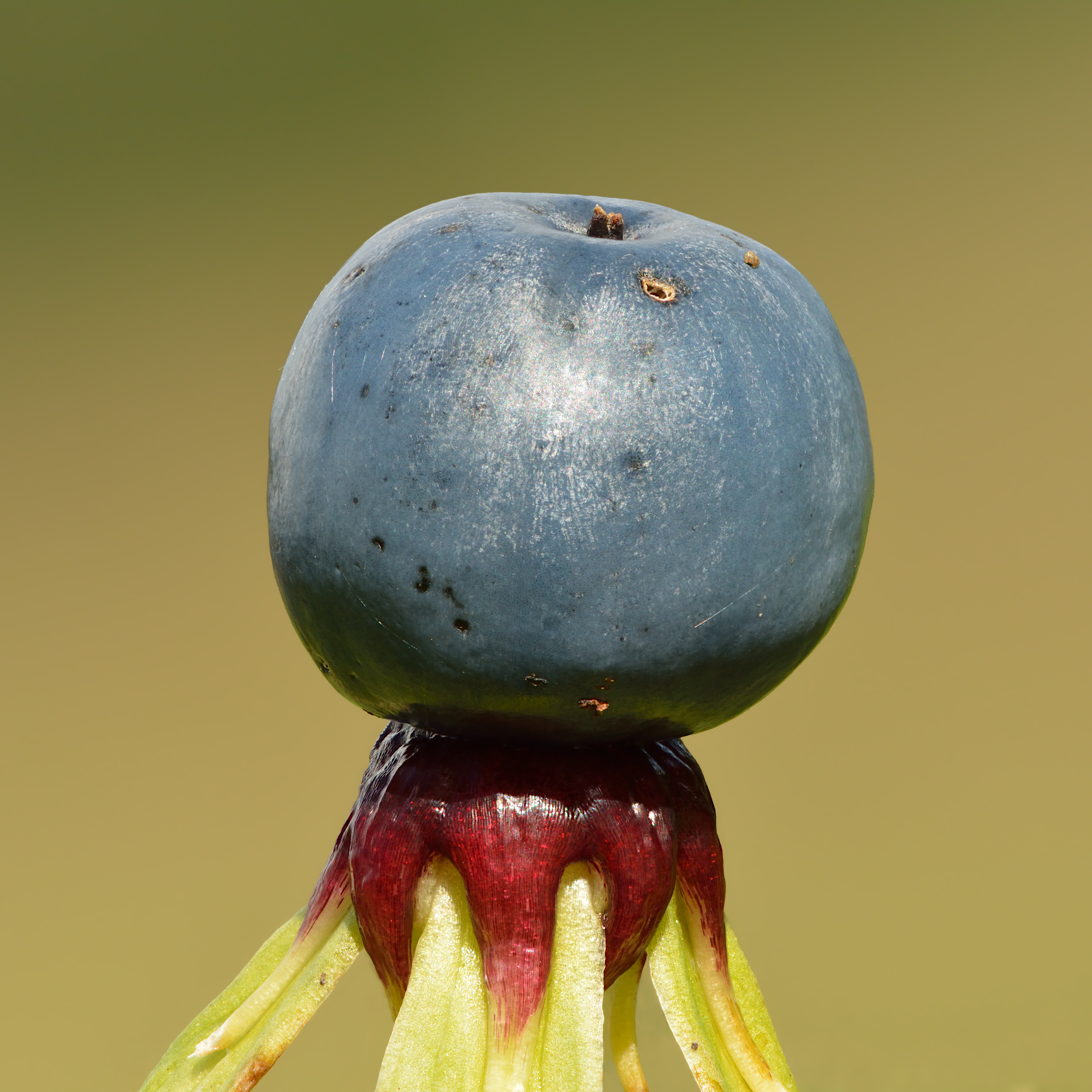